# Middellandse Zeespelen 2005

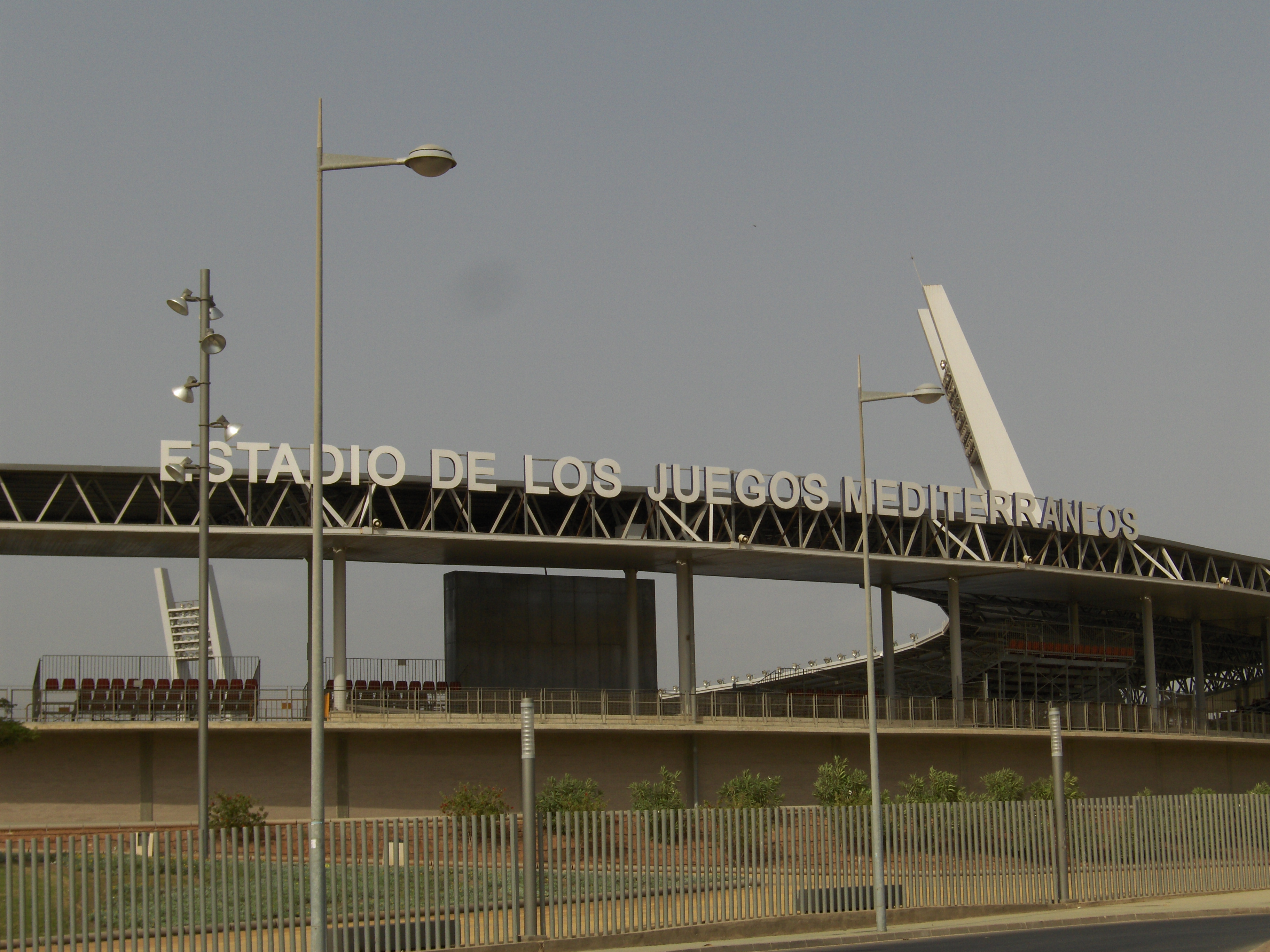
Het Estadio de los Juegos Maditerráneos in Almería

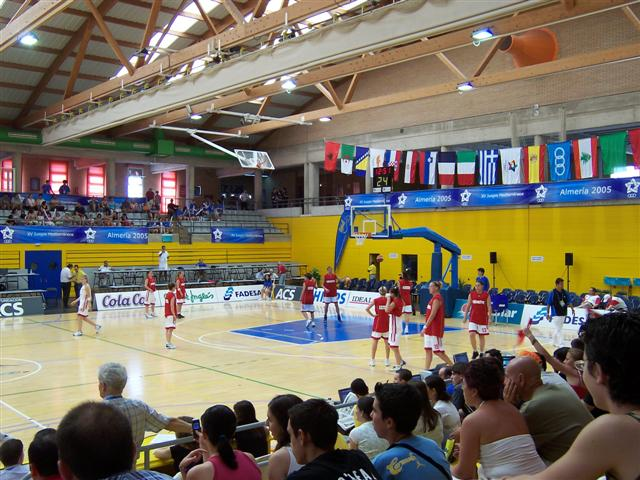
Momentopname van de wedstrijd Spanje - Turkije in het vrouwenbasketbal

De Middellandse Zeespelen 2005 vormden de vijftiende editie van de Middellandse Zeespelen. Ze werden gehouden van 24 juni tot en met 3 juli 2005 in de Spaanse stad Almería. Het was voor de tweede keer in de geschiedenis dat Spanje gastland was voor de Middellandse Zeespelen, na Barcelona in 1955.

## Sporten
Op deze Spelen stonden er 25 sporten op het programma. In 258 onderdelen konden medailles worden behaald.
| Atletiek Basketbal Bocce Boksen Boogschieten Gewichtheffen Golf Gymnastiek Handbal | Judo Kanovaren Karate Paardensport Roeien Schermen Schietsport Tafeltennis Tennis | Voetbal Volleybal Waterpolo Wielersport Worstelen Zeilen Zwemmen |

## Medaillespiegel
| Plaats | Land                  | Goud | Zilver | Brons | Totaal |
| 1      | Italië                | 57   | 40     | 56    | 153    |
| 2      | Frankrijk             | 56   | 51     | 46    | 153    |
| 3      | Spanje                | 45   | 59     | 48    | 152    |
| 4      | Turkije               | 20   | 24     | 29    | 73     |
| 5      | Egypte                | 15   | 10     | 18    | 43     |
| 6      | Griekenland           | 13   | 15     | 31    | 59     |
| 7      | Tunesië               | 13   | 7      | 15    | 35     |
| 8      | Slovenië              | 10   | 10     | 18    | 36     |
| 9      | Algerije              | 9    | 5      | 11    | 25     |
| 10     | Servië en Montenegro  | 8    | 9      | 14    | 31     |
| 11     | Kroatië               | 5    | 10     | 11    | 26     |
| 12     | Marokko               | 3    | 6      | 3     | 12     |
| 13     | Syrië                 | 1    | 5      | 5     | 11     |
| 14     | Cyprus                | 1    | 4      | 2     | 7      |
| 15     | Bosnië en Herzegovina | 1    | 2      | 3     | 6      |
| 16     | Libanon               | 1    | 0      | 1     | 2      |
| 17     | Albanië               | 0    | 2      | 4     | 6      |
| 18     | San Marino            | 0    | 1      | 0     | 1      |
| 19     | Malta                 | 0    | 0      | 1     | 1      |
| Totaal | Totaal                | 258  | 258    | 316   | 832    |

## Deelnemende landen
Er namen 21 landen deel aan deze Middellandse Zeespelen. Joegoslavië nam niet meer deel en werd vervangen door Servië en Montenegro. Andorra en Jordanië, die in 2001 nog deelnamen als observerend lid van het ICMZ, namen niet deel aan deze Middellandse Zeespelen. Libanon en Monaco waren de enige landen die geen medailles wisten te veroveren.
- Albanië
- Algerije
- Bosnië en Herzegovina
- Cyprus
- Egypte
- Frankrijk
- Griekenland

- Italië
- Kroatië
- Libanon
- Libië
- Malta
- Marokko
- Monaco

- San Marino
- Servië en Montenegro
- Slovenië
- Spanje
- Syrië
- Tunesië
- Turkije